# Nagybörzsöny
Nagybörzsöny è un comune dell'Ungheria di 871 abitanti (dati 2001) situato nella contea di Pest, nell'Ungheria settentrionale.